# Furcula ejecta
Furcula ejecta är en fjärilsart som beskrevs av Louis Beethoven Prout 1920. Furcula ejecta ingår i släktet Furcula och familjen tandspinnare. Inga underarter finns listade i Catalogue of Life.